# Comité Sirio para la Ayuda a Irak
El Comité Sirio para la Ayuda a Irak fue un movimiento político creado en 1941 para apoyar al Reino de Irak contra los británicos durante la Guerra Anglo-Iraquí de 1941. Envió armas y voluntarios para luchar junto a las fuerzas iraquíes contra los británicos. Fue organizado y dirigido por el Movimiento Árabe Ihya (más tarde conocido como el Movimiento Baath Árabe) del líder Michel Aflaq. Zaki Al-Arsuzi se opuso a la organización.